# Mount Kinabalu Climbathon
Le Mount Kinabalu Climbathon est une compétition de skyrunning disputée sur le mont Kinabalu en Malaisie. Elle s'est tenue de 1987 à 2017, puis a été relancée en 2024.

## Histoire
La course voit le jour en 1984, initialement comme exercice pour le service d'intervention rapide du parc national du Kinabalu, afin de pouvoir intervenir rapidement en cas de mauvais temps. D'abord réservée aux sauveteurs, la course s'ouvre aux résidents locaux en 1986. Le succès est tel que les officiels présents y voient une excellente opportunité pour promouvoir l'État de Sabah. La course voit sa première édition internationale officiellement organisée en 1987. Les premières éditions sont dominés par les Gurkhas, basés à Bornéo, avec Sundar Kumar Linthap et Kusang Gurung alignant les victoires,.
En 1997, la course rejoint l'ICMR comme course associée. Le Trophée mondial de course en montagne 1999 est organisé sur le site de la course. Les Italiens Marco De Gasperi et Rosita Rota Gelpi y sont titrés.
En 2003, la course rejoint l'ISF et s'inscrit au calendrier de la Skyrunner World Series jusqu'en 2012.
L'édition 2015 n'a pas lieu en raison du tremblement de terre du 5 juin 2015 qui a endommagé les chemins. Pour des raisons de sécurité, ces derniers doivent être refaits et la course reprend en 2016.
En 2019, les organisateurs déclarent que la trentième édition en 2017 serait la dernière. La course ayant rempli son rôle de promotion touristique, le site doit désormais être préservé et le nombre de touristes limités.
En 2023, la ministre du tourisme, de la culture et de l'environnement de Sabah Christina Liew (en) annonce que la course sera relancée en 2024 et fera partie d'une série de courses à pied nouvellement créées afin de promouvoir le tourisme dans l'État de Sabah,. La 31e édition a lieu le 6 octobre 2024 sur un nouveau parcours de 26 kilomètres et voit la victoire du porteur local Walter Herman ainsi que la grande favorite féminine, la Philippine Sandi Menchi Abahan.
En 2025, la course fait son retour au calendrier de la Skyrunner World Series après plus d'une décennie d'absence.

## Parcours
Le parcours part depuis l'entrée du parc national du Kinabalu et suit le sentier jusqu'au sommet du mont Kinabalu. Il redescend ensuite par le même chemin. L'arrivée est donnée au même point que le départ. Le parcours mesure 21 km pour 2 500 m de dénivelé positif et négatif.
Entre 1997 et 2000, les femmes empruntent un parcours plus court qui fait demi-tour à Laban Rata. Il mesure 15 km pour 1 800 m de dénivelé positif et négatif,.
En 2000, des fortes pluies rendent l'accès au sommet dangereux. Le parcours masculin est raccourci et emprunte le même tracé que le parcours féminin.
En 2012, le parcours est modifié. Il n'atteint plus le sommet mais fait demi-tour à Layang Layang. L'arrivée est déplacée à la ville de Kundasang. Il mesure 23 km. En 2013, un nouveau parcours pour la catégorie élite est proposé. Mesurant 33 km de long, il relie l'entrée du parc à la ville de Kundasang en passant par le sommet.
À la suite du tremblement de terre de 2015, le parcours retrouve sa configuration d'origine avec l'arrivée à nouveau à l'entrée du parc. Le parcours emprunte de nouveaux sentiers qui le rallonge à 26 km. Néanmoins en raison de fortes pluies en 2016 et 2017, le parcours est raccourci à 21 km et n'atteint pas le sommet,.

## Vainqueurs
| Année | Hommes               | Temps           | Femmes                      | Temps           |
| ----- | -------------------- | --------------- | --------------------------- | --------------- |
| 1987  | ?                    | ?               | ?                           | ?               |
| 1988  | Sundar Kumar Linthap | ?               | Helene Diamantides          | ?               |
| 1989  | Sundar Kumar Linthap | ?               | ?                           | ?               |
| 1990  | Sundar Kumar Linthap | 2 h 50 min 3 s  | Helene Diamantides          | 3 h 18 min 58 s |
| 1991  | Kusang Gurung        | 2 h 42 min 32 s | ?                           | ?               |
| 1992  | Kusang Gurung        | ?               | ?                           | ?               |
| 1993  | Kusang Gurung        | ?               | ?                           | ?               |
| 1994  | Guianus Salagan      | 2 h 44 min 22 s | Hasny Salagan               | 3 h 18 min 22 s |
| 1995  | Guianus Salagan      | ?               | ?                           | ?               |
| 1996  | Guianus Salagan      | ?               | ?                           | ?               |
| 1997  | Ian Holmes           | 2 h 47 min 37 s | Danny Kuilin Gongot         | 2 h 11 min 35 s |
| 1998  | Ian Holmes           | 2 h 42 min 7 s  | Danny Kuilin Gongot         | 2 h 3 min 47 s  |
| 1999  | Ian Holmes           | 2 h 43 min 20 s | Angela Mudge                | 1 h 58 min 23 s |
| 2000  | Jean Pellissier      | 1 h 40 min 47 s | Angela Mudge                | 1 h 59 min 0 s  |
| 2001  | Ricardo Mejía        | 2 h 42 min 35 s | Anna Pichrtová              | 3 h 8 min 12 s  |
| 2002  | Agustí Roc Amador    | 2 h 41 min 21 s | Anna Pichrtová              | 3 h 11 min 4 s  |
| 2003  | Marco De Gasperi     | 2 h 36 min 59 s | Danny Kuilin Gongot         | 3 h 42 min 21 s |
| 2004  | Bruno Brunod         | 2 h 40 min 4 s  | Anna Pichrtová              | 3 h 6 min 54 s  |
| 2005  | Ricardo Mejía        | 2 h 41 min 51 s | Anna Pichrtová              | 3 h 13 min 25 s |
| 2006  | Ricardo Mejía        | 2 h 50 min 52 s | Anna Pichrtová              | 3 h 8 min 48 s  |
| 2007  | Kílian Jornet        | 2 h 39 min 10 s | Mónica Ardid Ubed           | 3 h 44 min 8 s  |
| 2008  | Agustí Roc Amador    | 2 h 44 min 47 s | Corinne Favre               | 3 h 17 min 29 s |
| 2009  | Kílian Jornet        | 2 h 40 min 41 s | Emanuela Brizio             | 3 h 20 min 15 s |
| 2010  | Marco De Gasperi     | 2 h 33 min 56 s | Núria Picas                 | 3 h 28 min 7 s  |
| 2011  | Kílian Jornet        | 2 h 37 min 4 s  | Danny Kuilin Gongot         | 3 h 41 min 29 s |
| 2012  | Kílian Jornet        | 2 h 11 min 45 s | Emelie Forsberg             | 2 h 38 min 35 s |
| 2013  | David Simpat         | 4 h 12 min 29 s | Ruth Croft                  | 5 h 24 min 28 s |
| 2014  | Dai Matsumoto        | 4 h 11 min 25 s | Ruth Croft                  | 5 h 1 min 39 s  |
| 2015  | Course annulée       | Course annulée  | Course annulée              | Course annulée  |
| 2016  | Safrey Sumping       | 2 h 21 min 33 s | Sandi Menchi Catlona Abahan | 2 h 58 min 48 s |
| 2017  | Safrey Sumping       | 2 h 18 min 28 s | Sandi Menchi Catlona Abahan | 3 h 4 min 30 s  |
| 2024  | Walter Herman        | 3 h 36 min 42 s | Sandi Menchi Catlona Abahan | 4 h 50 min 35 s |